# دکمه لایک

دکمه "لایک" در فیس‌بوک

دکمه لایک (یا همان بیلاخ در فارسی)  یا  دکمه پَسَند یک ویژگی در نرم‌افزارهای ارتباطی مانند شبکه‌های خدمات اجتماعی یا تالارهای گفتگو و نیز وب سایت‌های خبری و وبلاگ‌ها است که در آن‌ها کاربر می‌تواند با استفاده از این دکمه تمایل یا حمایت خود از برخی مطالب را نشان دهد.
سرویس‌دهندگان اینترنتی که از این ویژگی بهره می‌برند معمولاً تعداد لایک توسط کاربران برای هر محتوا را نشان می‌دهند و این نمایش ممکن است کامل باشد یا تنها بخشی از آن. دکمه لایک یک جایگزین کمی برای روش‌های دیگر ابراز واکنش به محتوا مانند نوشتن یک نظر با پاسخ است.
برخی از وب سایت‌ها همچنین دکمه‌ای با عنوان دیسلایک دارند که کاربر می‌تواند نگرش منفی، بیطرفانه یا مثبت خود را به وسیله آن نشان دهد. وب سایت‌های دیگری هستند که روش‌های پیچیده‌تری برای ابراز نگرش کاربران دارند، برای نمونه ابزار رای‌دهی پنج ستاره یا دکمه واکنش که برای نشان دادن طیف وسیع تری از نگرش‌های کاربران به محتواها کاربرد دارد.